# David Kruse
David Kruse, född 15 maj 2002 i Uldum, är en dansk fotbollsspelare som spelar för IFK Göteborg. Han har även gjort flera landskamper för de danska ungdomslandslagen.